# São Bernardo do Campo
São Bernardo do Campo város Brazília délkeleti részén, São Paulo államban. São Paulo egyik elővárosa. Lakosainak száma 810 729 fő (2022).
A város hatalmas gyártelepeiről ismert és São Paulo ipari négyszögéhez (ABCD) tartozik, úgymint:  Santo André, São Bernardo (do Campo), São Caetano és Diadema; bár az 1990-es évek óta csak ipari háromszögként (ABC) említik. Gazdasága főleg az autóiparra összpontosul.
A katolikus hívők Szent Bernátot a város védőszentjeként tisztelik.

## Népesség
A település népességének változása:
| Lakosok száma | 765 463 | 816 925 | 844 483 | 849 874 | 810 729 |
|               | 2000    | 2016    | 2020    | 2021    | 2022    |

## Fordítás
Ez a szócikk részben vagy egészben  a   São_Bernardo_do_Campo című angol Wikipédia-szócikk fordításán alapul.  Az eredeti cikk szerkesztőit annak laptörténete sorolja fel. Ez a jelzés csupán a megfogalmazás eredetét és a szerzői jogokat jelzi, nem szolgál a cikkben szereplő információk forrásmegjelöléseként.